# كيان (أصفهان)
كيان هي قرية في مقاطعة أصفهان، إيران. عدد سكان هذه القرية هو 424 في سنة 2006.